# Artère interosseuse récurrente
L'artère interosseuse récurrente (ou artère récurrente radiale postérieure ou artère des muscles extenseurs de Dubreuil-Chambardel) est une artère de l'avant-bras.

## Origine
L'artère interosseuse récurrente naît de l'artère interosseuse postérieure près de son origine.

## Trajet
L'artère interosseuse récurrente monte entre le muscle supinateur et le muscle anconé jusqu'à l'intervalle entre l'épicondyle latéral de l'humérus et l'olécrane.
Elle s'anastomose avec l'artère collatérale médiale moyenne et contribue au réseau articulaire cubital.
Elle vascularise les muscles anconé, supinateur, extenseur ulnaire du carpe et le chef médial du muscle triceps brachial.